# Наслідування з таблицею для кожного класу (шаблон проєктування)
Наслідування з таблицею для кожного класу (англ. Class Table Inheritance) — шаблон проєктування, який пропонує зберігати ієрархію наслідування класів в окремих таблицях.

## Опис
Оскільки реляційні бази даних не підтримують наслідування, потрібно придумати спосіб відображення такої ієрархії в сховищі.
Одним із рішень буде зберігати кожний клас в окремій таблиці. Тоді колонками у таких таблицях будуть лише необхідні поля класів ієрархії.

## Застосування
- В Entity Framework даний підхід називається Table Per Type (TPT).

## Переваги та недоліки

### Переваги
- Таблиці не займають зайвої пам'яті оскільки зберігають лише описані поля
- Зв'язок між моделлю і схемою бази даних простий і зрозумілий
- Зміни у батьківських класах не впливають на структури таблиць спадкоємців

### Недоліки
- Завантаження об'єкта вимагає запиту одразу до кількох таблиць
- Переміщення полів в дочірній чи батьківський клас вимагає зміни структури таблиць
- Таблиці батьківських класів стають вузьким місцем усі запити їх використовують
- Необхідна синхронізація значень між таблицями

## Реалізація
Нехай дана ієрархія об'єктів.
```
public
 
class
 
Player

{

    
public
 
string
 
Name
 
{
 
get
;
 
set
;
 
}

}

class
 
Footballer
 
:
 
Player

{

    
public
 
string
 
Club
 
{
 
get
;
 
set
;
 
}

}

class
 
Cricketer
 
:
 
Player

{

    
public
 
int
 
BattingAverage
 
{
 
get
;
 
set
;
 
}

}

```

Тоді у сховищі ці об'єкти представлятимуться таблицями, які міститимуть лише необхідні поля.
```
public
 
class
 
PlayerTable

{

    
public
 
int
 
Id
 
{
 
get
;
 
set
;
 
}

    
public
 
string
 
Name
 
{
 
get
;
 
set
;
 
}

}

class
 
FootballerTable

{

    
public
 
int
 
PlayerId
 
{
 
get
;
 
set
;
 
}

    
public
 
string
 
Club
 
{
 
get
;
 
set
;
 
}

}

class
 
CricketerTable

{

    
public
 
int
 
PlayerId
 
{
 
get
;
 
set
;
 
}

    
public
 
int
 
BattingAverage
 
{
 
get
;
 
set
;
 
}

}

```